# Morgongåva
Morgongåva – miejscowość (tätort) w Szwecji, w regionie administracyjnym (län) Uppsala, w gminie Heby.
Według danych Szwedzkiego Urzędu Statystycznego liczba ludności wyniosła: 1441 (31 grudnia 2015), 1490 (31 grudnia 2018) i 1491 (31 grudnia 2019).